# Taven Bryan
Taven Coal Bryan (Casper, 11 marzo 1996) è un giocatore di football americano statunitense che milita nel ruolo di defensive tackle per gli Indianapolis Colts della National Football League (NFL).

## Carriera universitaria
Al college Bryan giocò a football con i Florida Gators dal 2014 al 2017. In carriera mise a segno 65 tackle, 4 sack e un intercetto. Dopo la stagione 2017 annunciò di saltare l'ultimo anno nel college football e rendersi eleggibile nel Draft NFL.

## Carriera professionistica

### Jacksonville Jaguars
Il 26 aprile 2018 Bryan fu scelto come 29º assoluto nel Draft NFL 2018 dai Jacksonville Jaguars. Debuttò come professionista subentrando nella gara del primo turno contro i New York Giants mettendo a segno un placcaggio. Il primo sack lo mise a segno nell'ultimo turno contro gli Houston Texans, chiudendo la sua stagione da rookie con 20 tackle in 16 presenze, una delle quali come titolare.

### Cleveland Browns
Il 14 marzo 2022 Bryan firmò un contratto di un anno del valore di 5 milioni di dollari con i Cleveland Browns.

### Indianapolis Colts
Il 17 marzo 2023 Bryan firmò un contratto di un anno con gli Indianapolis Colts.